# Сапонара, Риккардо
Рикка́рдо Сапона́ра (итал. Riccardo Saponara; 21 декабря 1991, Форли, Италия) — итальянский футболист, полузащитник клуба «Анкарагюджю».

## Карьера

### Клубная
Сапонара является треквартистой и его не раз сравнивали с Риккардо Кака. Может играть также крайним полузащитником (в основном справа) и вингером. Начал свой футбольный путь в «Равенне», провел там один сезон, сыграв всего 3 матча. 25 июня 2010 Сапонару приобрел «Эмполи» за 500 тысяч евро.
В дебютном сезоне, Рикки провел 17 матчей (7 раз выходил на замену), не забив при этом ни одного мяча. Дебютировал в «Эмполи» 13 ноября 2010 года, в матче против «Аталанты». Встреча завершилась победой «синих» со счетом 3:0. В сезоне 2011/12 Сапонара забил свой первый гол за клуб. Случилось это 26 сентября 2011 года в матче против «Реджины» (3:2). В сезоне 2011/12 Риккардо провел 30 матчей, забив при этом 1 гол.
21 января 2013 году «Милан» приобретает половину прав на игрока примерно за 4 миллиона евро, и сразу же отдал в аренду «Эмполи» до конца сезона. Летом 2013 года присоединится к «Милану». В сезоне 2012/13 Сапонара провел 36 матчей и забил 11 мячей. Всего в составе «Эмполи» он провел 83 матча и забил 12 мячей.
28 января 2017 года Сапонара был отдан в аренду в «Фиорентину» до конца сезона. В Серии А он провёл 29 матчей, забил 2 мяча и отдал одну голевую передачу.
7 августа 2018 года игрок присоединился к «Сампдории» на правах аренды. Соглашение рассчитано на один сезон. В сезоне 2018/19 Серии А он забил 2 гола в 22 матчах.
В 2019 году Рикардо перешёл в «Лечче». Футболист перешёл из «Фиорентины». Аренда рассчитана до конца сезона.

### В сборной
Провёл одну игру в составе юношеской сборной Италии. Также выступал за молодежную команду. Дебют Риккардо в составе молодёжной сборной состоялся 8 февраля 2011 года в матче против команды Англии. Свой первый гол забил 13 апреля 2012 года в матче против сборной России (2:0). В последний раз за сборную отличился в 2013 году в рамках чемпионата Европы среди молодёжных команд, в матче против израильтян (4:0). По итогам данного турнира стал обладателем серебряной медали, уступив в финале сверстникам из Испании.

## Достижения
- Бронзовый призёр Турнира в Тулоне: 2011.
- Серебряный призёр чемпионата Европы по футболу среди молодёжных команд: 2013.